# Phlox glaberrima
Phlox glaberrima är en blågullsväxtart. Phlox glaberrima ingår i släktet floxar, och familjen blågullsväxter.

## Underarter
Arten delas in i följande underarter:
- P. g. glaberrima
- P. g. interior
- P. g. triflora